# Collegio di Southport
Southport è un collegio elettorale situato nel Merseyside, nel Nord Ovest dell'Inghilterra, e rappresentato alla Camera dei comuni del Parlamento del Regno Unito. Elegge un membro del parlamento con il sistema maggioritario a turno unico; l'attuale parlamentare è Patrick Hurley del Partito Laburista, che rappresenta il collegio dal 2024.

## Estensione
- 1885–1918: il Municipal Borough di Southport, la divisione sessionale di Southport e le parrocchie di Blundell, Great and Little Crosby, Ince e Thornton.
- 1918–1983: il County Borough di Southport.
- 1983-2024: i ward del Borough of Sefton di Ainsdale, Birkdale, Cambridge, Duke's, Kew, Meols e Norwood.
- dal 2024: i ward del borgo metropolitano di Sefton di Birkdale, Cambridge, Duke’s, Kew, Meols e Norwood e i ward del borgo di West Lancashire di Hesketh-with-Becconsall, North Meols, Rufford e Tarleton.

Il collegio copre l'intera città di Southport, oltre alle località di Ainsdale, Birkdale, Blowick, Churchtown, Crossens, Highpark, Hillside, Kew, Marshside, Meols Cop e Woodvale. Confina a nord con South Ribble, ad est con West Lancashire e a sud con Sefton Central.

## Membri del parlamento
| Elezione | Elezione                   | Deputato                   | Partito             |
| -------- | -------------------------- | -------------------------- | ------------------- |
|          | 1885                       | George Augustus Pilkington | Liberale            |
|          | 1886                       | George Curzon              | Conservatore        |
|          | 1898 (S)                   | Herbert Naylor-Leyland     | Liberale            |
| 1899 (S) | George Augustus Pilkington |                            | Liberale            |
|          | 1900                       | Edward Marshall Hall       | Conservatore        |
|          | 1906                       | John Meir Astbury          | Liberale            |
|          | Gen 1910                   | Godfrey Dalrymple-White    | Conservatore        |
|          | 1923                       | John Brunner               | Liberale            |
|          | 1924                       | Godfrey Dalrymple-White    | Conservatore        |
| 1931     | Robert Hudson              |                            | Conservatore        |
| 1952 (S) | Roger Fleetwood-Hesketh    |                            | Conservatore        |
| 1959     | Ian Percival               |                            | Conservatore        |
|          | 1987                       | Ronnie Fearn               | Liberale            |
|          | 1988                       | Ronnie Fearn               | Liberal Democratici |
|          | 1992                       | Matthew Banks              | Conservatore        |
|          | 1997                       | Ronnie Fearn               | Liberal Democratici |
| 2001     | John Pugh                  |                            | Liberal Democratici |
|          | 2017                       | Damien Moore               | Conservatore        |
|          | 2024                       | Patrick Hurley             | Laburista           |

## Elezioni

### Elezioni negli anni 2020
| Partito                    | Partito                                           | Candidato                  | Risultati 4 luglio 2024 | Risultati 4 luglio 2024 |
| Partito                    | Partito                                           | Candidato                  | Voti                    | %                       |
| -------------------------- | ------------------------------------------------- | -------------------------- | ----------------------- | ----------------------- |
|                            | Laburista                                         | Patrick Hurley             | 17 252                  | 38,29                   |
|                            | Conservatore                                      | Damien Moore               | 11 463                  | 25,44                   |
|                            | Reform UK                                         | Andrew Lynn                | 7 395                   | 16,41                   |
|                            | Lib Dem                                           | Erin Harvey                | 5 868                   | 13,02                   |
|                            | Verdi                                             | Edwin Black                | 2 159                   | 4,79                    |
|                            | Indipendente                                      | Sean Halsall               | 922                     | 2,05                    |
|                            |                                                   |                            |                         |                         |
| Iscritti                   | Iscritti                                          | Iscritti                   | 73 641                  | 100,00                  |
| ↳ Votanti (% su iscritti)  | ↳ Votanti (% su iscritti)                         | ↳ Votanti (% su iscritti)  | 45 059                  | 61,19                   |
| ↳ Astenuti (% su iscritti) | ↳ Astenuti (% su iscritti)                        | ↳ Astenuti (% su iscritti) | 28 582                  | 38,81                   |
|                            |                                                   |                            |                         |                         |
|                            | Esito: collegio passa da Conservatore a Laburista |                            |                         |                         |

### Elezioni negli anni 2010
| Partito                    | Partito                                   | Candidato                  | Risultati 12 dicembre 2019 | Risultati 12 dicembre 2019 |
| Partito                    | Partito                                   | Candidato                  | Voti                       | %                          |
| -------------------------- | ----------------------------------------- | -------------------------- | -------------------------- | -------------------------- |
|                            | Conservatore                              | Damien Moore               | 22 914                     | 47,56                      |
|                            | Laburista                                 | Liz Savage                 | 18 767                     | 38,95                      |
|                            | Lib Dem                                   | John Wright                | 6 499                      | 13,49                      |
|                            |                                           |                            |                            |                            |
| Iscritti                   | Iscritti                                  | Iscritti                   | 70 937                     | 100,00                     |
| ↳ Votanti (% su iscritti)  | ↳ Votanti (% su iscritti)                 | ↳ Votanti (% su iscritti)  | 48 180                     | 67,92                      |
| ↳ Astenuti (% su iscritti) | ↳ Astenuti (% su iscritti)                | ↳ Astenuti (% su iscritti) | 22 757                     | 32,08                      |
|                            |                                           |                            |                            |                            |
|                            | Esito: collegio confermato a Conservatore |                            |                            |                            |

| Partito                    | Partito                                         | Candidato                  | Risultati 8 giugno 2017 | Risultati 8 giugno 2017 |
| Partito                    | Partito                                         | Candidato                  | Voti                    | %                       |
| -------------------------- | ----------------------------------------------- | -------------------------- | ----------------------- | ----------------------- |
|                            | Conservatore                                    | Damien Moore               | 18 541                  | 38,66                   |
|                            | Laburista                                       | Liz Savage                 | 15 627                  | 32,59                   |
|                            | Lib Dem                                         | Sue McGuire                | 12 661                  | 26,40                   |
|                            | UKIP                                            | Terry Durrance             | 1 127                   | 2,35                    |
|                            |                                                 |                            |                         |                         |
| Iscritti                   | Iscritti                                        | Iscritti                   | 69 400                  | 100,00                  |
| ↳ Votanti (% su iscritti)  | ↳ Votanti (% su iscritti)                       | ↳ Votanti (% su iscritti)  | 47 956                  | 69,10                   |
| ↳ Astenuti (% su iscritti) | ↳ Astenuti (% su iscritti)                      | ↳ Astenuti (% su iscritti) | 21 444                  | 30,90                   |
|                            |                                                 |                            |                         |                         |
|                            | Esito: collegio passa da Lib Dem a Conservatore |                            |                         |                         |

| Partito                    | Partito                              | Candidato                  | Risultati 7 maggio 2015 | Risultati 7 maggio 2015 |
| Partito                    | Partito                              | Candidato                  | Voti                    | %                       |
| -------------------------- | ------------------------------------ | -------------------------- | ----------------------- | ----------------------- |
|                            | Lib Dem                              | John Pugh                  | 13 652                  | 30,96                   |
|                            | Conservatore                         | Damien Moore               | 12 330                  | 27,96                   |
|                            | Laburista                            | Liz Savage                 | 8 468                   | 19,20                   |
|                            | UKIP                                 | Terry Durrance             | 7 429                   | 16,85                   |
|                            | Verdi                                | Laurence Rankin            | 1 230                   | 2,79                    |
|                            | Southport Party                      | Jacqueline Barlow          | 992                     | 2,25                    |
|                            |                                      |                            |                         |                         |
| Iscritti                   | Iscritti                             | Iscritti                   | 67 329                  | 100,00                  |
| ↳ Votanti (% su iscritti)  | ↳ Votanti (% su iscritti)            | ↳ Votanti (% su iscritti)  | 44 101                  | 65,50                   |
| ↳ Astenuti (% su iscritti) | ↳ Astenuti (% su iscritti)           | ↳ Astenuti (% su iscritti) | 23 228                  | 34,50                   |
|                            |                                      |                            |                         |                         |
|                            | Esito: collegio confermato a Lib Dem |                            |                         |                         |

| Partito                    | Partito                              | Candidato                  | Risultati 6 maggio 2010 | Risultati 6 maggio 2010 |
| Partito                    | Partito                              | Candidato                  | Voti                    | %                       |
| -------------------------- | ------------------------------------ | -------------------------- | ----------------------- | ----------------------- |
|                            | Lib Dem                              | John Pugh                  | 21 707                  | 49,61                   |
|                            | Conservatore                         | Brenda Porter              | 15 683                  | 35,84                   |
|                            | Laburista                            | Jim Conalty                | 4 116                   | 9,41                    |
|                            | UKIP                                 | Terry Durrance             | 2 251                   | 5,14                    |
|                            |                                      |                            |                         |                         |
| Iscritti                   | Iscritti                             | Iscritti                   | 67 215                  | 100,00                  |
| ↳ Votanti (% su iscritti)  | ↳ Votanti (% su iscritti)            | ↳ Votanti (% su iscritti)  | 43 757                  | 65,10                   |
| ↳ Astenuti (% su iscritti) | ↳ Astenuti (% su iscritti)           | ↳ Astenuti (% su iscritti) | 23 458                  | 34,90                   |
|                            |                                      |                            |                         |                         |
|                            | Esito: collegio confermato a Lib Dem |                            |                         |                         |

### Elezioni negli anni 2000
| Partito                    | Partito                              | Candidato                  | Risultati 5 maggio 2005 | Risultati 5 maggio 2005 |
| Partito                    | Partito                              | Candidato                  | Voti                    | %                       |
| -------------------------- | ------------------------------------ | -------------------------- | ----------------------- | ----------------------- |
|                            | Lib Dem                              | John Pugh                  | 19 093                  | 46,34                   |
|                            | Conservatore                         | Mark S. Bigley             | 15 255                  | 37,03                   |
|                            | Laburista                            | Paul Brant                 | 5 277                   | 12,81                   |
|                            | UKIP                                 | Terry Durrance             | 749                     | 1,82                    |
|                            | Your Party                           | Bill Givens                | 589                     | 1,43                    |
|                            | Veritas                              | Harry Forster              | 238                     | 0,58                    |
|                            |                                      |                            |                         |                         |
| Iscritti                   | Iscritti                             | Iscritti                   | 67 542                  | 100,00                  |
| ↳ Votanti (% su iscritti)  | ↳ Votanti (% su iscritti)            | ↳ Votanti (% su iscritti)  | 41 201                  | 61,00                   |
| ↳ Astenuti (% su iscritti) | ↳ Astenuti (% su iscritti)           | ↳ Astenuti (% su iscritti) | 26 341                  | 39,00                   |
|                            |                                      |                            |                         |                         |
|                            | Esito: collegio confermato a Lib Dem |                            |                         |                         |

| Partito                    | Partito                              | Candidato                  | Risultati 7 giugno 2001 | Risultati 7 giugno 2001 |
| Partito                    | Partito                              | Candidato                  | Voti                    | %                       |
| -------------------------- | ------------------------------------ | -------------------------- | ----------------------- | ----------------------- |
|                            | Lib Dem                              | John Pugh                  | 18 011                  | 43,77                   |
|                            | Conservatore                         | Laurence Jones             | 15 004                  | 36,46                   |
|                            | Laburista                            | Paul Brant                 | 6 816                   | 16,56                   |
|                            | Liberale                             | David Green                | 767                     | 1,86                    |
|                            | UKIP                                 | Gerry Kelley               | 555                     | 1,35                    |
|                            |                                      |                            |                         |                         |
| Iscritti                   | Iscritti                             | Iscritti                   | 70 226                  | 100,00                  |
| ↳ Votanti (% su iscritti)  | ↳ Votanti (% su iscritti)            | ↳ Votanti (% su iscritti)  | 41 153                  | 58,60                   |
| ↳ Astenuti (% su iscritti) | ↳ Astenuti (% su iscritti)           | ↳ Astenuti (% su iscritti) | 29 073                  | 41,40                   |
|                            |                                      |                            |                         |                         |
|                            | Esito: collegio confermato a Lib Dem |                            |                         |                         |

## Risultati dei referendum

### Referendum sulla permanenza del Regno Unito nell'Unione europea del 2016
|             | Collegio    | Lasciare UE % | Rimanere in UE % |
| ----------- | ----------- | ------------- | ---------------- |
|             | Southport   | 45,5%         | 54,5%            |
|             | Inghilterra | 53,3%         | 46,7%            |
| Regno Unito | 51,9%       | 48,1%         |                  |